# Kathleen Rubins
Kathleen Hallisey "Kate" Rubins (Connecticut, Estados Unidos, 14 de octubre de 1978) es una astronauta estadounidense. Se convirtió en la sexagésima mujer en volar en el espacio cuando se lanzó en una nave espacial Soyuz a la Estación Espacial Internacional el 6 de julio de 2016. Regresó a la Tierra el 30 de octubre de 2016, también a bordo de una Soyuz. Ha sido miembro de la tripulación de la Expedición 48/49 y de la Expedición 63/64. Rubins ha pasado un total de 300 días, 1 hora y 31 minutos en el espacio, que es la cuarta mayor cantidad de días en el espacio por una mujer en el espacio por una astronauta estadounidense.

## Biografía
Nacida en Farmington, Connecticut en 1978, ella creció en Napa, California, aunque actualmente reside en Davis, California. Realizó una licenciatura en biología molecular de la Universidad de California, San Diego y un doctorado.  Está licenciada en Biología del Cáncer por el Departamento de Bioquímica de la Facultad de Medicina de la Universidad de Stanford y por el Departamento de Microbiología e Inmunología. También fue miembro del capítulo Kappa Lambda de la hermandad Chi Omega mientras asistía a la UC San Diego.
Rubins realizó su investigación de pregrado sobre la integración del VIH-1 en el Laboratorio de Enfermedades Infecciosas en el Instituto Salk de Estudios Biológicos. Analizó el mecanismo de integración del VIH, incluidos varios estudios de inhibidores de la integrasa del VIH-1 y análisis genómicos de los patrones de integración del VIH en el ADN genómico del huésped. Se doctoró por la Universidad de Stanford, y con el Instituto de Investigación de Enfermedades Infecciosas del Ejército de Estados Unidos y los Centros para el Control y la Prevención de Enfermedades. Ella y sus compañeros desarrollaron el primer modelo de infección de la viruela. También desarrolló un mapa completo del transcriptoma de poxvirus y estudió las interacciones virus-huésped usando sistemas modelo in-vitro y animal.
Aceptó un puesto como principal investigadora asociada en el Instituto Whitehead para Investigación Biomédica y dirigió un laboratorio de investigadores que estudian las enfermedades virales que afectan principalmente a África Central y Occidental. El trabajo en el Rubins Lab se centró en los poxvirus y la interacción huésped-patógeno, así como en mecanismos virales para regular la transcripción, la traducción y la descomposición del ARNm de la célula huésped. Además, llevó a cabo investigaciones sobre transcriptoma y secuenciación del genoma de filovirus (Ébola y Marburg), Arenavirus (Fiebre de Lassa) y proyectos de colaboración con el ejército de los Estados Unidos. Para desarrollar terapias para virus del Ébola y Lassa.

## Carrera en la NASA

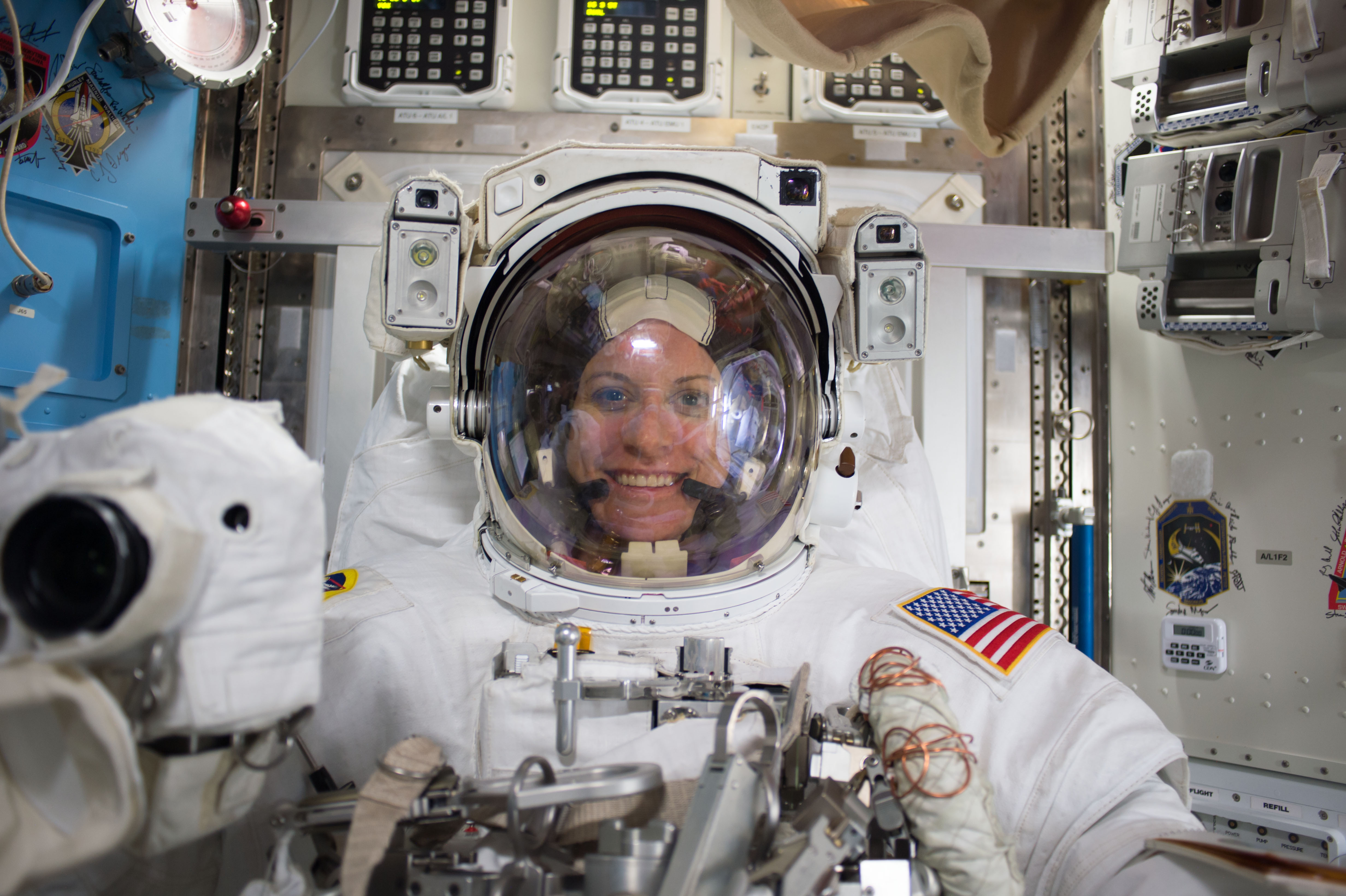
Kathleen Rubins probando el traje espacial para la primera caminata espacial (19 de agosto de 2016)

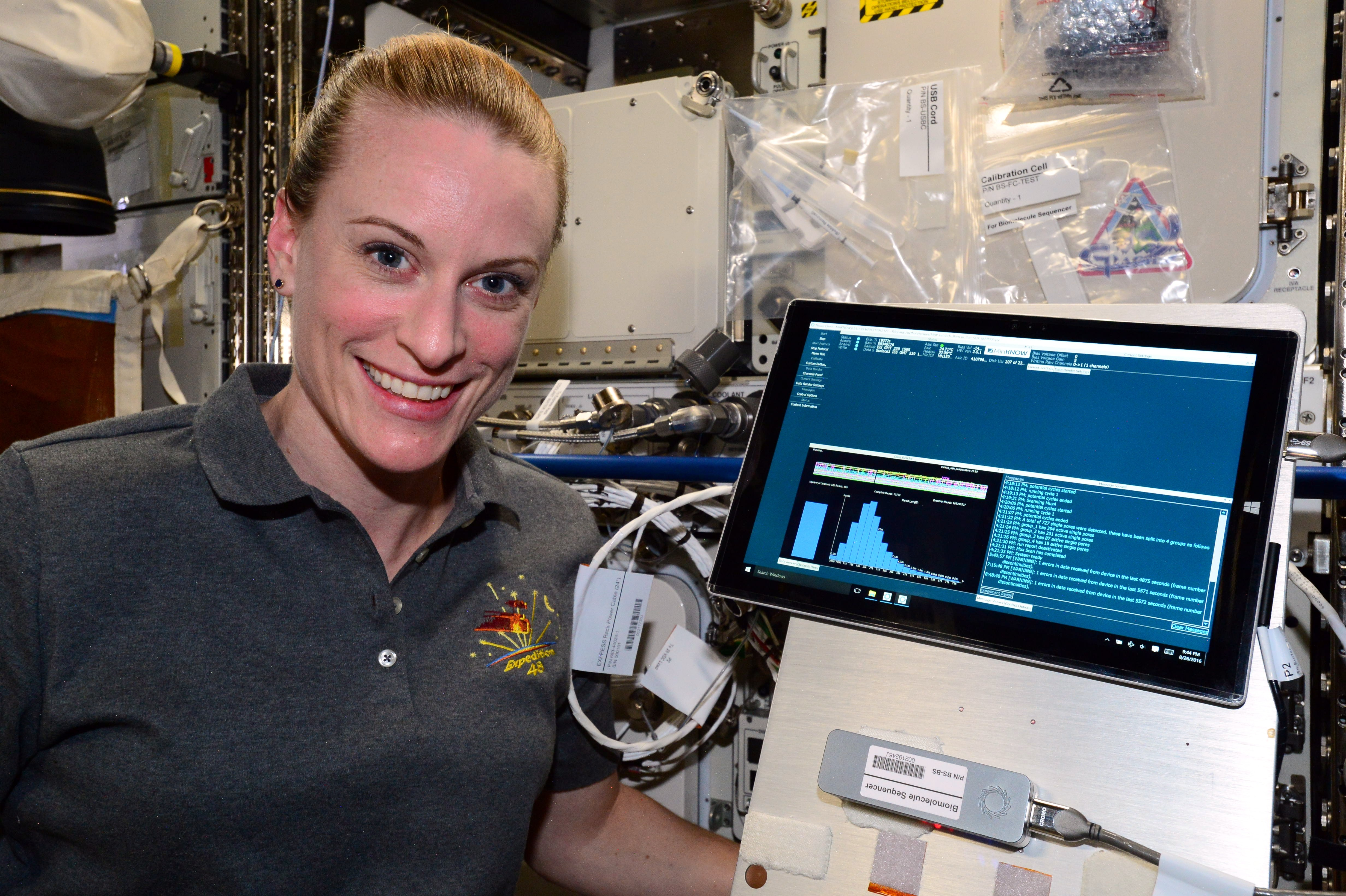
Rubins a bordo de la EEI con el secuenciador USB MinION (abajo a la derecha) que se utilizó en la primera secuenciación de ADN en el espacio en agosto de 2016

Fue seleccionada en julio de 2009 como uno de los 14 miembros del Astronaut Group 20. Se graduó en el Astronaut Candidate Training, donde su entrenamiento incluyó sistemas de la Estación Espacial Internacional (EEI), actividad extravehicular (EVA), robótica, entrenamiento fisiológico y entrenamiento de supervivencia en el agua y el desierto. Fue seleccionada como ingeniera de vuelo para la expedición 48/49. Se convirtió en la sexagésima mujer en el espacio cuando voló en el Soyuz MS-01 en julio de 2016.
En agosto de 2016, llegó a ser la primera persona en secuenciar el ADN en el espacio. A bordo del EEI utilizó un secuenciador de ADN de mano, alimentado por USB llamado MinION fabricado por Oxford Nanopore Technologies para determinar las secuencias de ADN de un ratón, la bacteria E. coli y el virus del fago lambda. Fue parte del experimento Biomolecule Sequencer, cuyo objetivo fue proporcionar evidencia de que la secuenciación del ADN en el espacio es posible, que tiene el potencial de permitir la identificación de microorganismos, monitorear cambios en microbios y humanos en respuesta a vuelos espaciales, y posiblemente ayuda en la detección de vida basada en ADN en otras partes del universo.

### Expedición 48/49

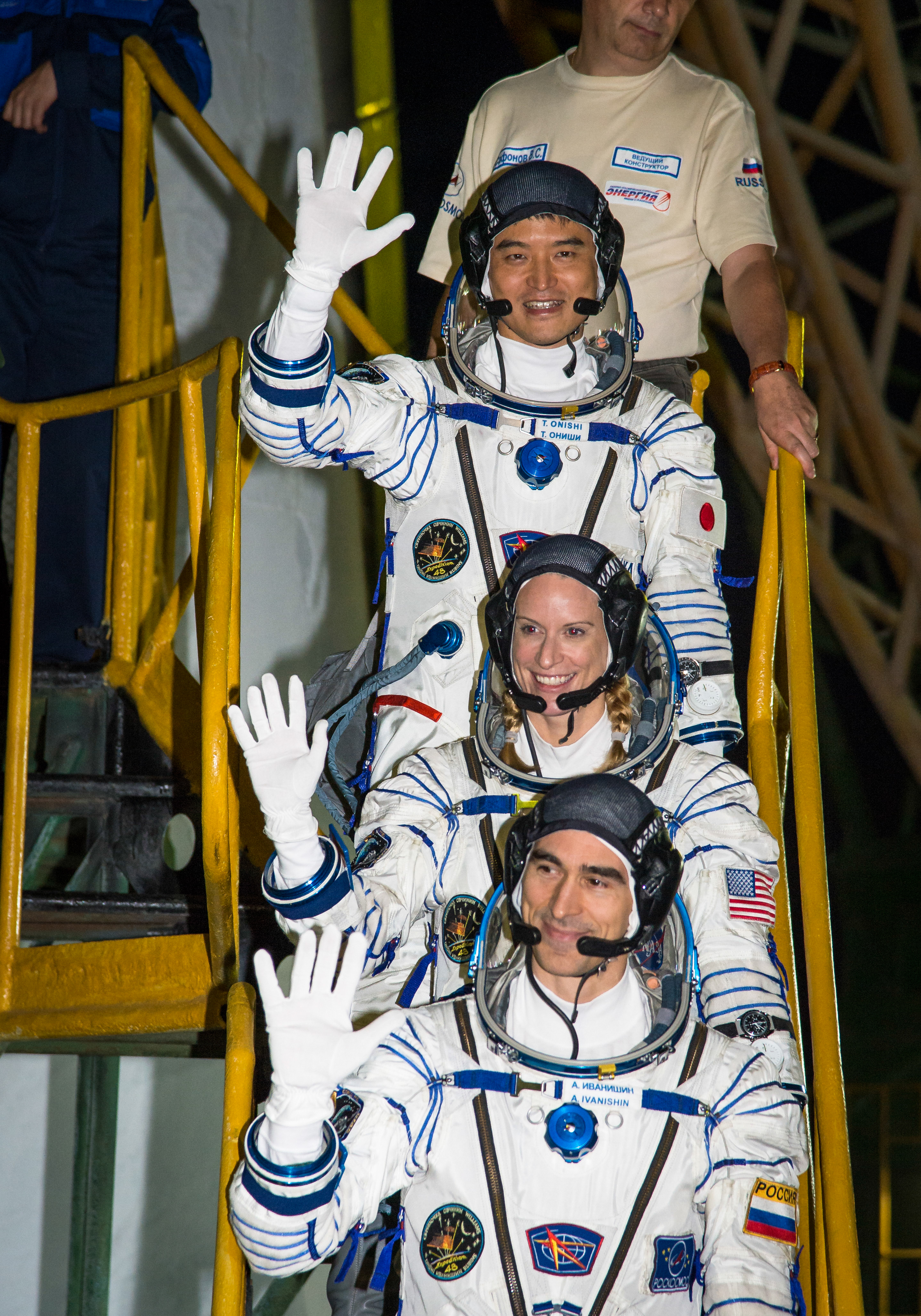
La tripulación de la Soyuz MS-01 TPK antes de la salida. De arriba a abajo: Takuya Onishi, Kathleen Rubins, Anatoly Ivanishin el 7 de julio de 2016.

Estas misiones terminaron cuando regresó a la Tierra el 30 de octubre de 2016, después de 115 días en total en el espacio, sirviendo como ingeniera de vuelo en la Expedición 48 y la Expedición 49 de la Estación Espacial Internacional. Esto incluyó el período de julio a octubre de 2016, donde era la ingeniera de vuelo del equipo. Además de la investigación biológica, pasó 12 horas y 46 minutos fuera de la estación en dos paseos espaciales separados.

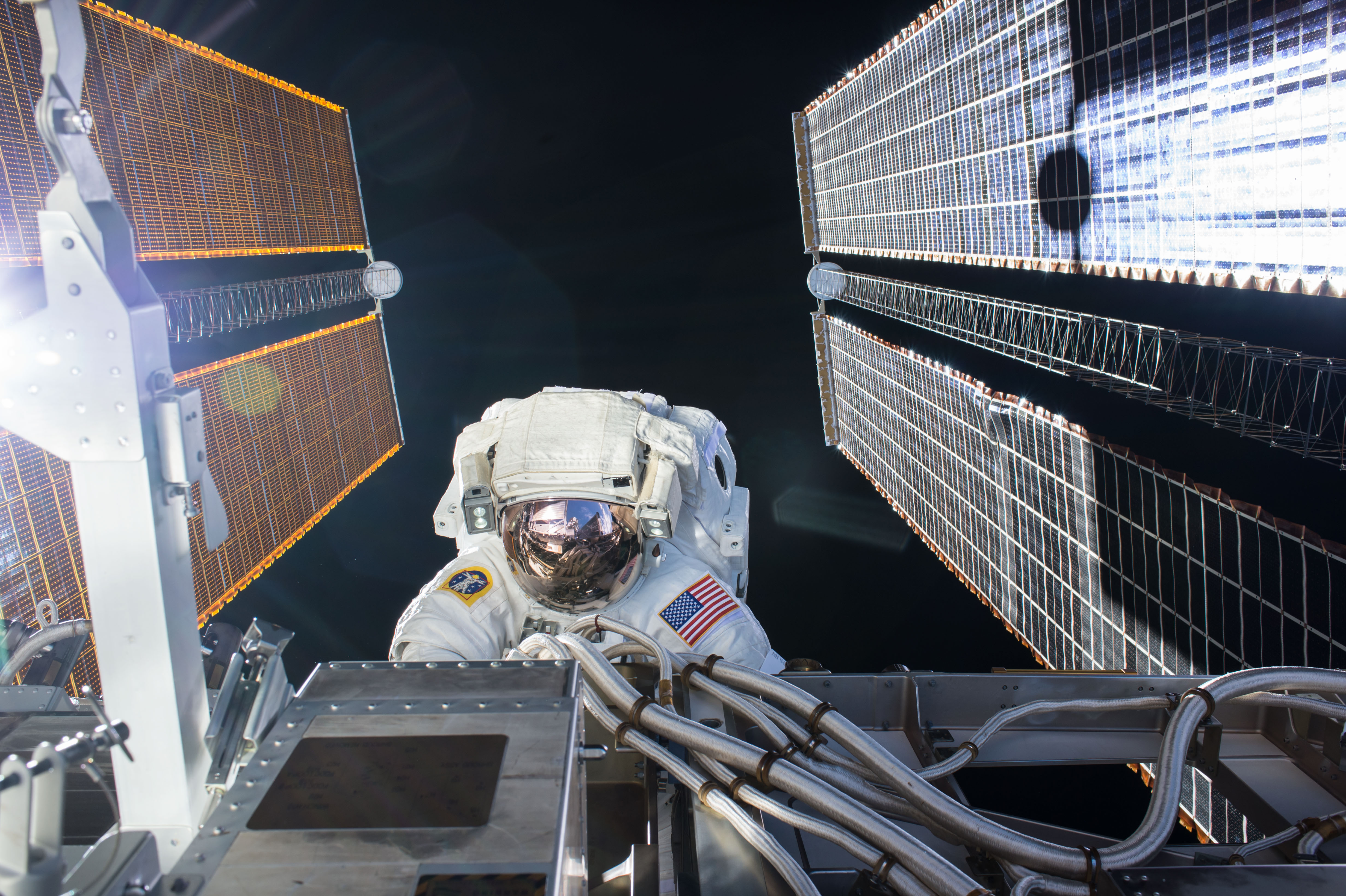
ISS-48 EVA-2 (a) Kate Rubins

Emblemas de las misiones
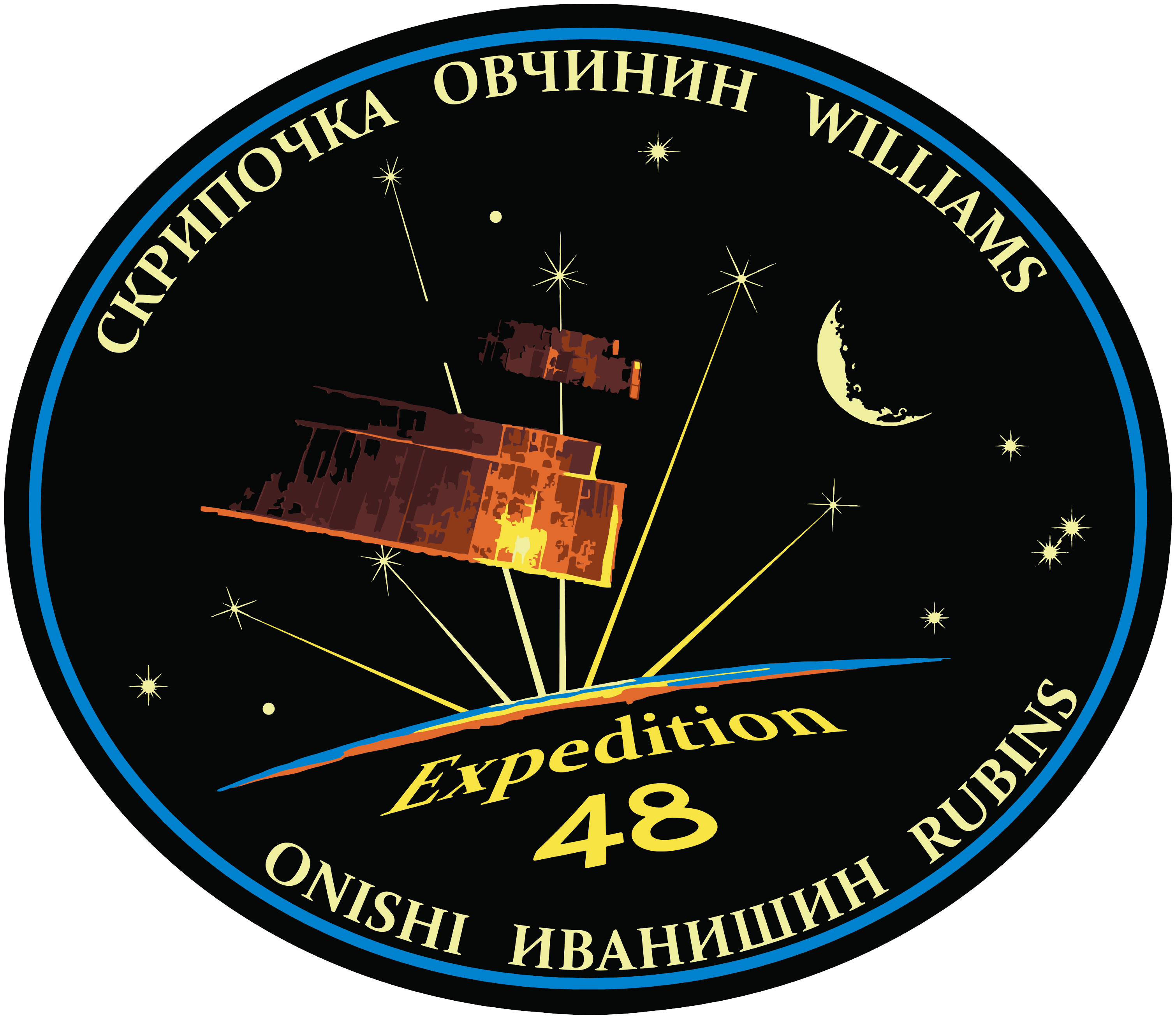
Expedición 48
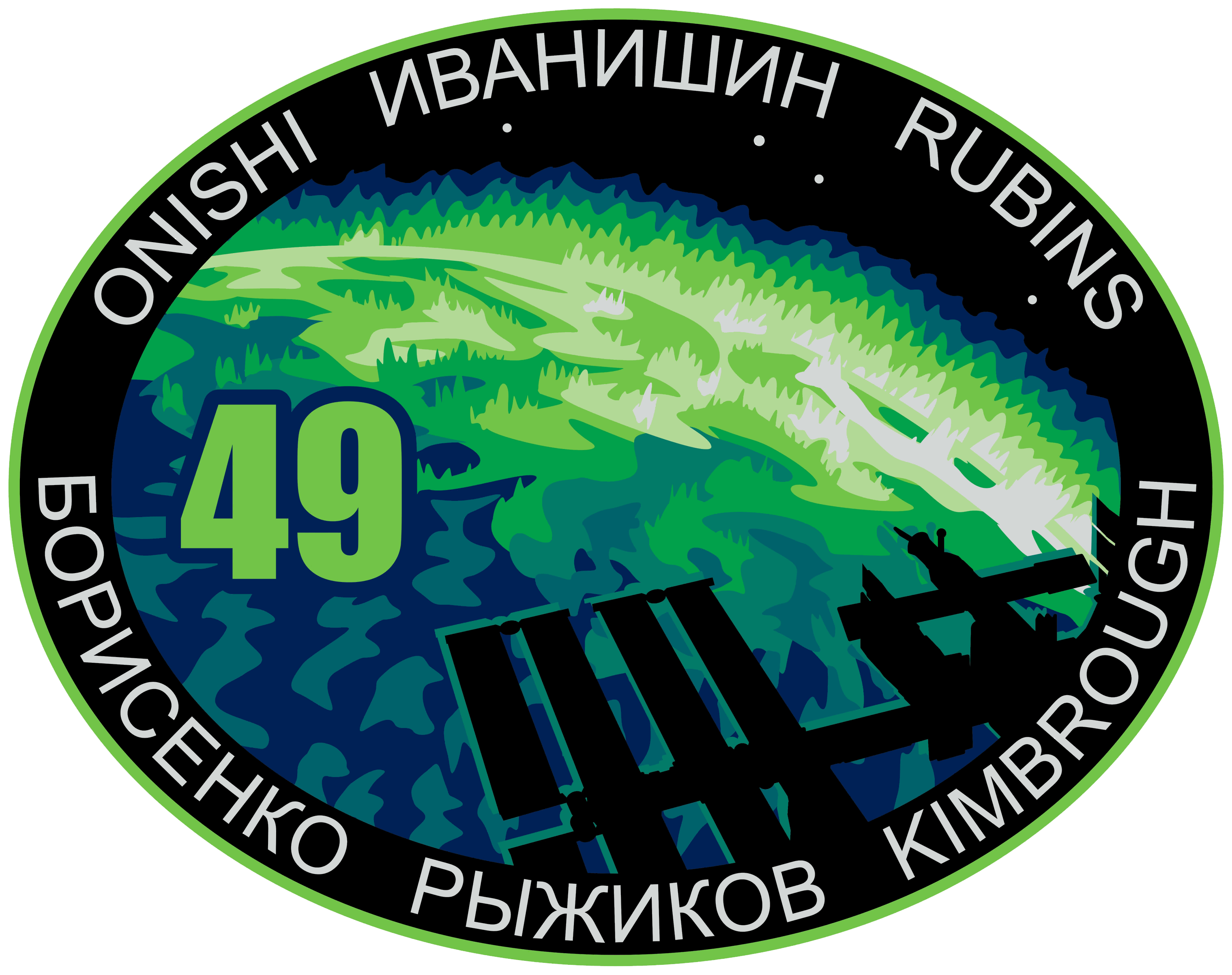
Misión Soyuz-MS-17
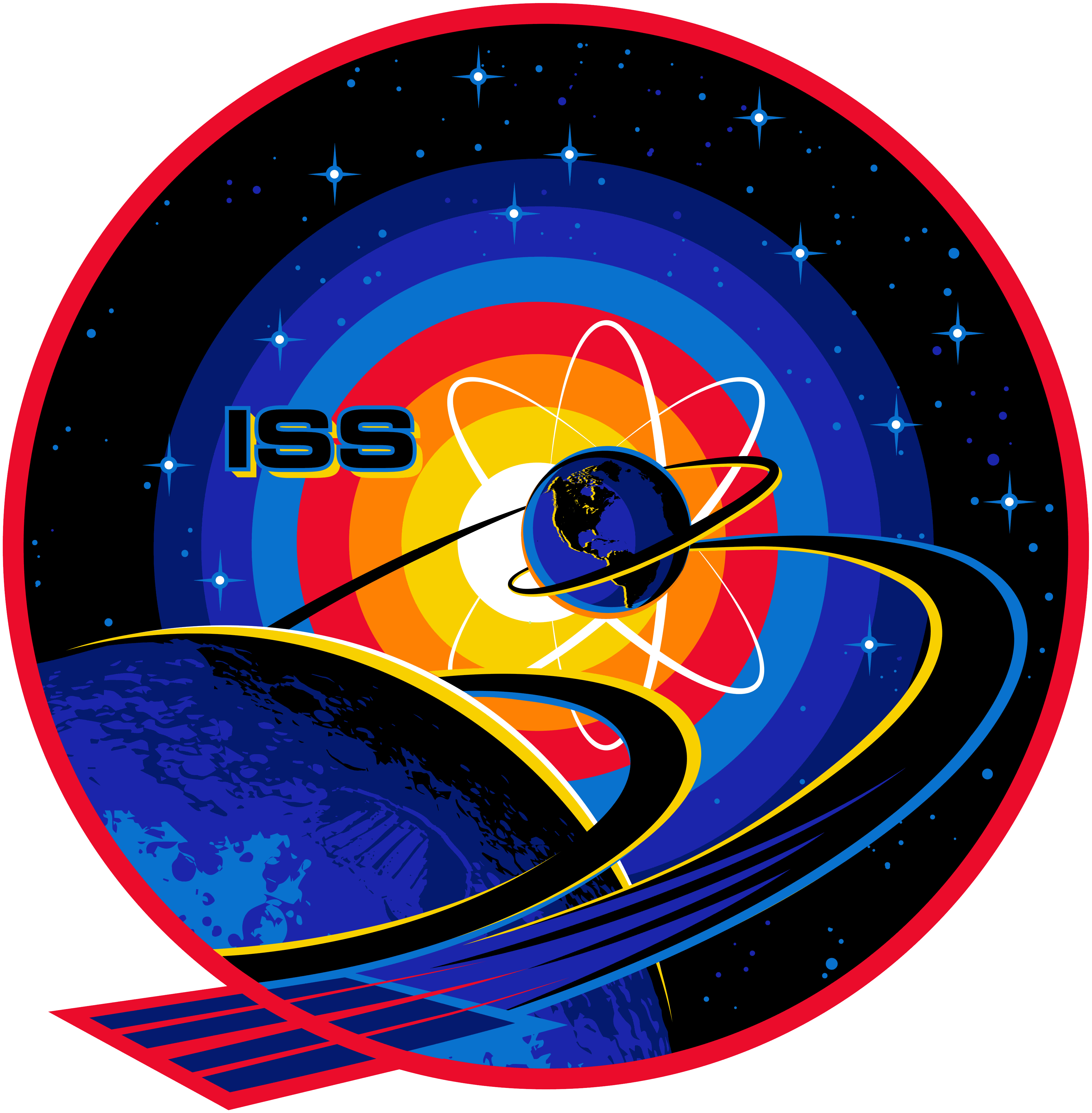
Expedición 63
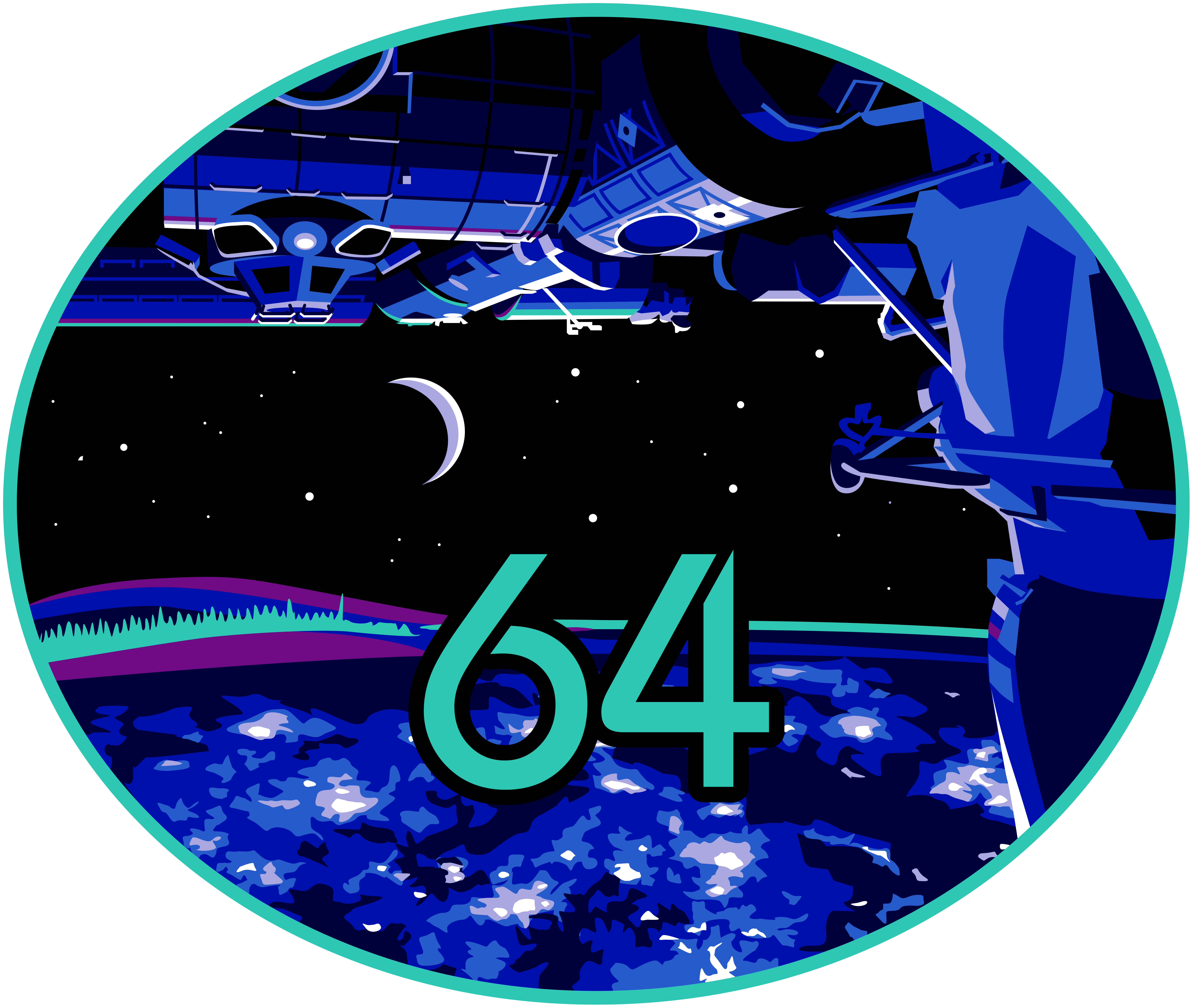
Expedición 64

### Expedición 63/64

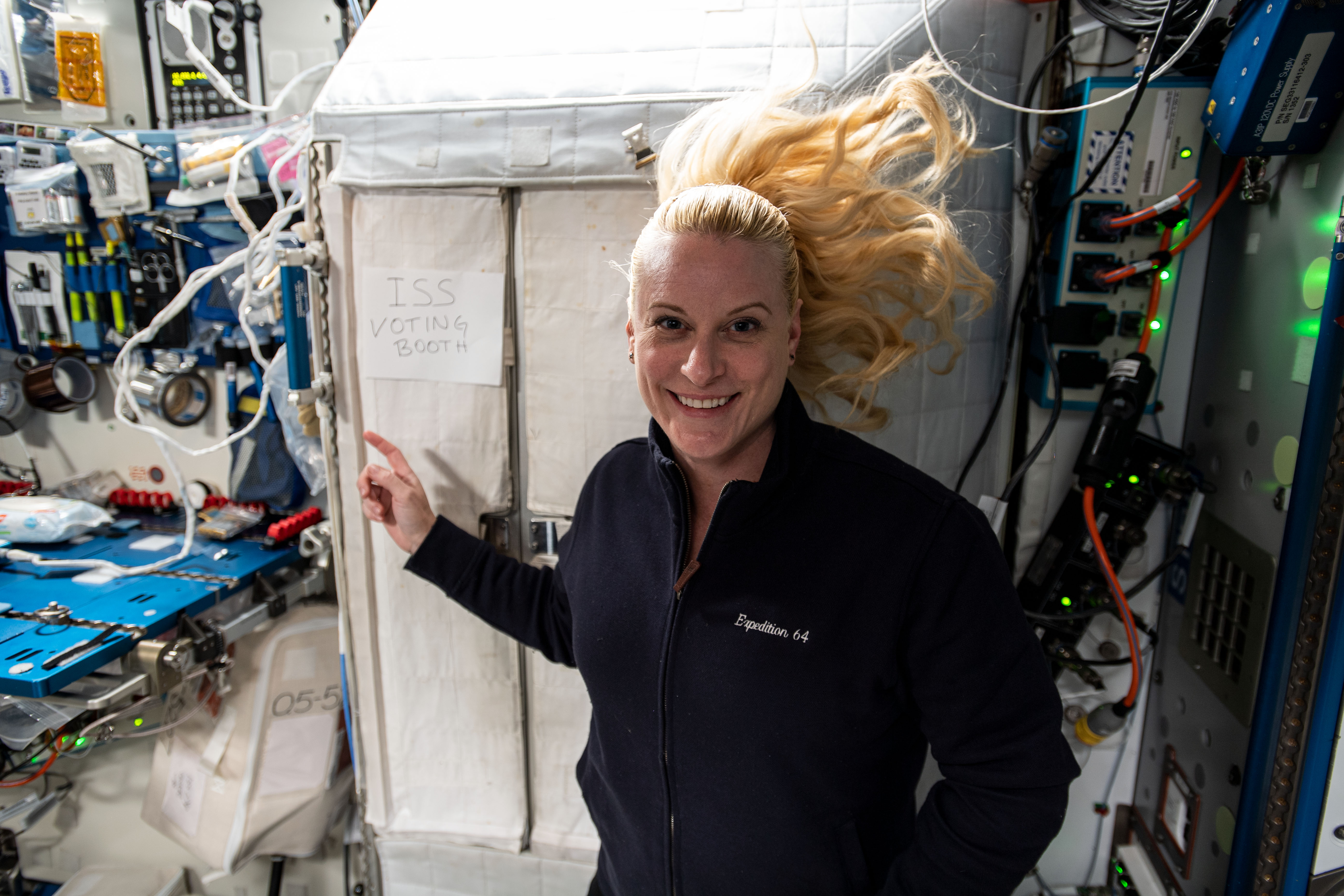
Rubins fotografiada junto a la "cabina de votación" de la EEI, donde emitió su voto para las elecciones presidenciales de Estados Unidos de 2020.

Rubins se lanzó en su segunda misión el 14 de octubre de 2020 (su 42 cumpleaños) con los cosmonautas rusos Sergey Ryzhikov y Sergey Kud-Sverchkov a bordo de Soyuz MS-17. Regresó a la Tierra el 17 de abril de 2021, a las 10:55 a. m. hora local (Kazajistán), luego del lanzamiento de Soyuz MS-18.
Rubins estaba en la EEI en el momento de las elecciones de los Estados Unidos de 2020 y emitió su voto ausente desde la estación.
Durante su segunda estadía en el espacio, realizó la tercera caminata espacial de su carrera con Victor J. Glover y la cuarta con Soichi Noguchi en marzo de 2021.

#### Investigación sobre la expedición 63/64
Mientras estaba en la EEI durante su viaje más reciente, Rubins continuó la investigación para el experimento Cardinal Heart, que incluía terapias contra el cáncer y afecciones cardíacas. La microgravedad afecta significativamente a los tejidos del corazón que realizan un trabajo y ejercen una fuerza opuesta a la gravedad y se sabe que causa anomalías moleculares y estructurales en las células y tejidos que pueden provocar enfermedades. La investigación podría proporcionar una nueva comprensión de problemas cardíacos similares en la Tierra y ayudar a identificar nuevos tratamientos. Este estudio analizó los efectos de la baja gravedad en los músculos del corazón. La Dra. Rubins y otros científicos generaron tejido cardíaco diseñado en 3D. Esta investigación podría proporcionar información importante sobre problemas cardíacos no solo para los astronautas que regresan a casa, sino también para cualquier ciudadano de la Tierra.

## Programa Artemis
La NASA ha anunciado el próximo grupo de astronautas que formará parte del programa Artemis que pondrá a la primera mujer estadounidense en la luna. La Dra. Rubins es uno de los astronautas anunciados en el Equipo Artemis. El programa Artemis tiene como objetivo no solo colocar a una mujer estadounidense en la luna, sino también estudiar toda la superficie de la luna para comprender mejor la posibilidad de vida humana en Marte.

## Premios/Honores
Rubins tiene un total de 5 honores y premios hasta ahora en su carrera. Recibió Brilliant Ten de Popular Science (2009), Beca predoctoral de la National Science Foundation (2000), Stanford Graduate Fellowship - Gabilan Fellow (2000),  UCSD Emerging Leader of the Year (1998), Order of Omega Honor Society Scholarship Award (1998).